# Tramlijn 12 (Antwerpen)
De Antwerpse tramlijn 12 verbond tot 23 augustus 2021 het Sportpaleis te Antwerpen met het Centraal Station. Vanaf 9 januari 2023 werd dit traject tot Schijnpoort hernomen. 

## Traject
Schijnpoortweg - Halenstraat - Van Kerckhovenstraat - Dambruggestraat - Spoorstraat (richting Sportpaleis: Hollandstraat - Richardstraat) - Rotterdamstraat - De Coninckplein - Van Wesenbekestraat (richting Sportpaleis: Koningin Astridplein - Van Schoonhovenstraat)

## Geschiedenis
Van de jaren 1940 tot 2006 was deze lijn bekend als de "stadiontram", die de stadions van Antwerp FC en Germinal Beerschot met elkaar verbond. Een andere naam was de "draaikestram" wegens het bochtige parcours ter hoogte van de Dambruggestraat.
Op 3 september 1982 werd de lijn met 1250 meter verlengd van het Bosuilstadion naar het Wim Saerensplein, de eerste spooruitbreiding sinds 1944. Op 4 maart 2006 werd lijn 12 echter met bijna 10 kilometer ingekort, vanaf dan reed ze enkel nog van het Sportpaleis naar het Zuidstation. De bediening van de stadions is overgenomen door respectievelijk lijn 5 en lijn 24. Op 29 april 2006, na de beëindiging van de werken aan de Bolivarplaats, werd tram 12 ingekort tot eindhalte Bolivarplaats bij het nieuwe Gerechtsgebouw Antwerpen. 
In het kader van de nethervorming van 2012 nam tram 12 vanaf zaterdag 30 maart 2013 na de werken in de Nationalestraat tijdelijk het traject Bolivarplaats - Groenplaats over. Van 6 mei 2013 tot 5 december 2014 werd de rit terug ingekort tot de Lambermontplaats, in de periode tussen het afronden van de heraanleg van de Nationalestraat en het in dienst stellen van de tramsporen in de Brusselstraat. Sinds 6 december 2014 neemt tram 4 dit traject over en is tram 12 terug ingekort tot de Bolivarplaats. Door werken aan de Schijnpoort werd van 2 juli tot en met 15 augustus 2016 tramlijn 12 van het Koningin Astridplein tot het Sportpaleis onderbroken. Tramlijn 12 reed deze zes weken slechts van de Bolivarplaats tot de keerlus Centraal Station op het Koningin Astridplein.
Sinds 3 juni 2017 is het zuidelijke eindpunt van deze lijn verlegd van de Bolivarplaats naar de Melkmarkt, in het oude stadscentrum. Lijn 12 vervangt hier tram 10, die samen met tram 8 de bediening van de (zuidelijke) Leien overneemt van trams 12 en 24.
In 2015 vervoerde deze tramlijn 3.271.331 passagiers
Sinds 1 september 2018 wordt tramlijn 12 wegens werken ingekort tot het traject tussen de halten Centraal Station en het Sportpaleis. Van 1 juli 2019 tot 4 augustus 2019 werd door werken tramlijn 12 ingekort tot het traject tussen de halten Centraal Station en Schijnpoort. De halte en keerlus aan het Sportpaleis werd niet bediend. De zes Gentse tweerichtingstrams op lijn 12 maakten toen kop aan de halte Schijnpoort en bewezen zo daadwerkelijk hun nut.
De tramlijn werd op maandag 23 maart 2020 tot zaterdag 28 maart opgeschort wegens een tekort aan personeel in verband met de Coronacrisis in België. Vanaf zondag 29 maart tot en met donderdag 14 mei reed tramlijn 12 maar om het half uur (30 minuten). Op vrijdag 15 mei begonnen de scholen weer stilaan te openen en werd ook het tramverkeer hierop aangepast.
Maandag 23 augustus 2021 werd de tramlijn voor de duur van een jaar afgeschaft omwille van werken aan de riolering en sporen in de Dambruggestraat. Door personeelsgebrek reed ook na eind augustus 2022 tramlijn 12 nog tot 8 januari 2023 niet. Sinds maandag 9 januari 2023 rijdt deze tramlijn terug tussen de halte Schijnpoort en Centraal Station. Er zijn nog wel werken van de Oosterweelverbinding tussen Schijnpoort en Sportpaleis. Daarom rijdt tramlijn 12 nog niet terug naar het Sportpaleis. Vanaf september 2025 rijdt er geen Gentse tweerichtings-PCC-tram meer op tramlijn 12.

## Toekomst

### Plan 2021
Er is een plan 2021 om vanaf eind 2021 tramlijn T6 vanaf het Sportpaleis het huidige traject van tramlijn 12 te laten volgen tot aan het Astridplein. Het nummer T12 zou volgens dit plan 2021 dan gebruikt worden voor een tramlijn die van het MAS het huidige traject van tramlijn 7 zou volgen tot aan de halte Harmonie en vandaar het traject van de huidige tramlijn 6 zou volgen tot aan de eindhalte Kruishof (Zie ook Nethervorming basisbereikbaarheid). Er werd besloten om dit plan uit te stellen omdat er eerst voldoende nieuwe trams moeten zijn voor dit plan wordt uitgevoerd.

## Materieel
Op deze lijn rijden momenteel (september 2023) Gentse Tweerichtingstrams uit de jaren 70.
In de loop van 2024 zouden deze vervangen worden door nieuwe 2-richting Stadslijners.

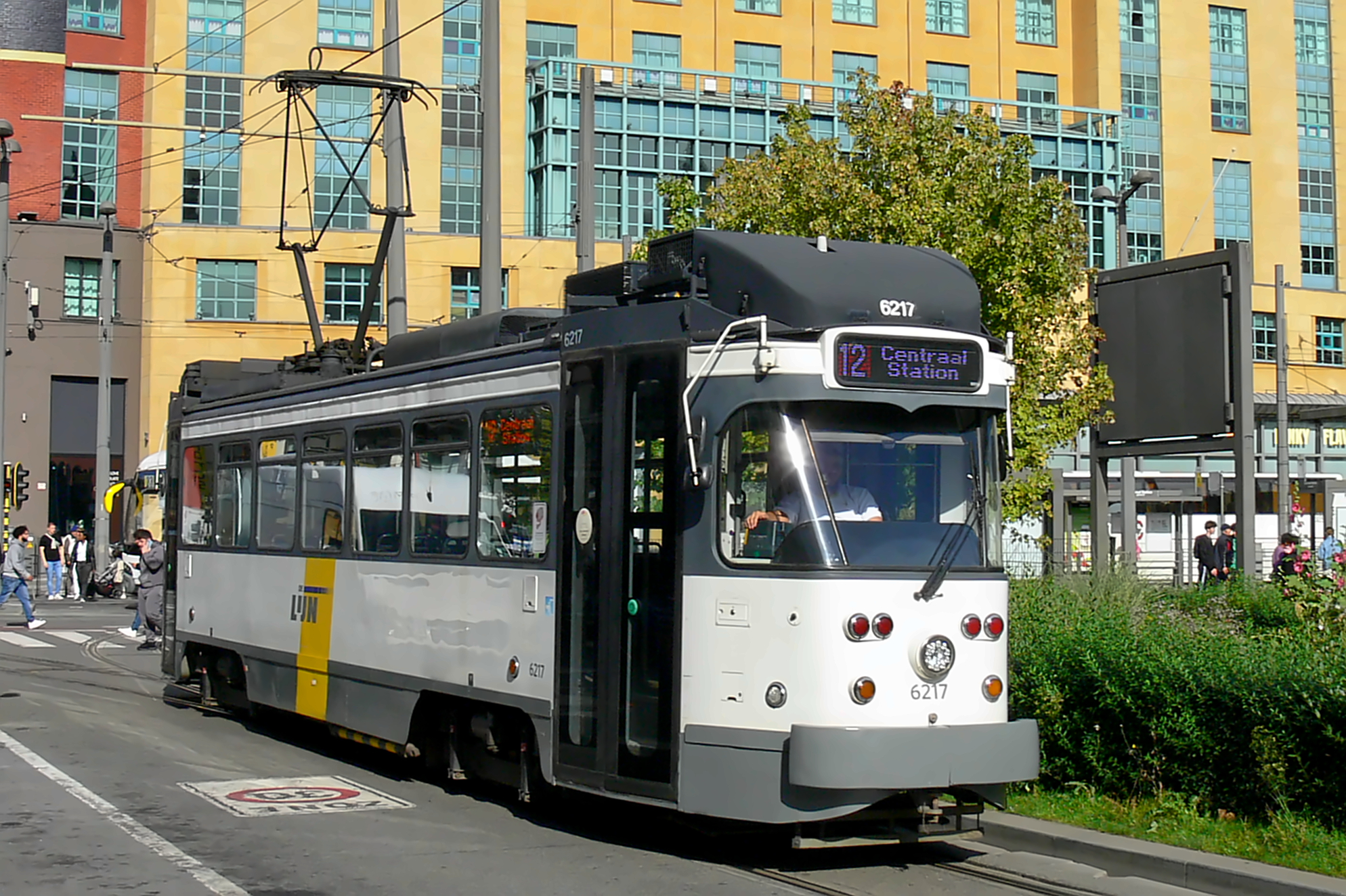
Gentse PCC nr 6217 op lijn 12 Schijnpoort - Centraal Station

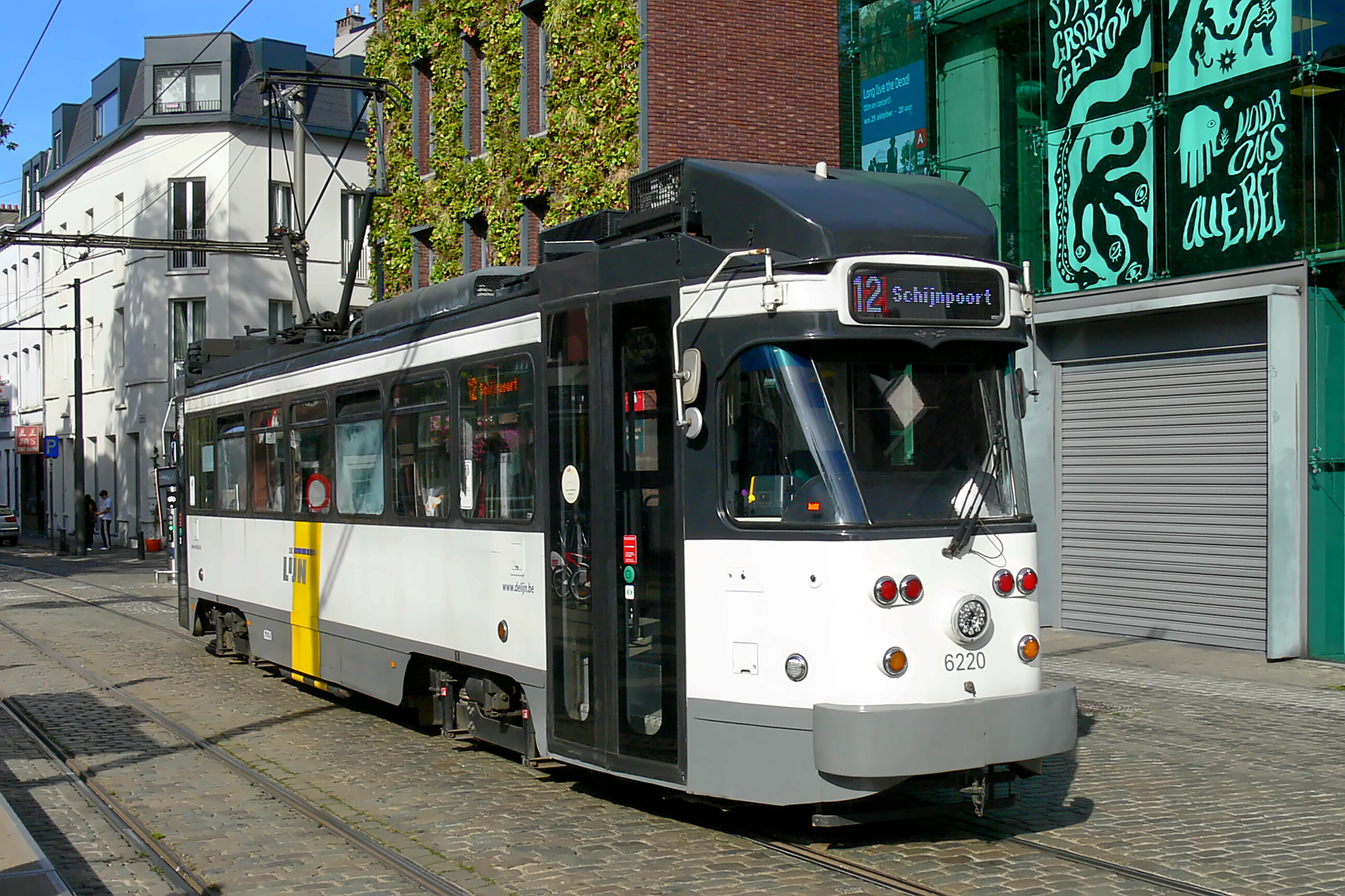
Gentse PCC nr 6220 op lijn 12 Schijnpoort - Centraal Station

## Kleur
De kenkleur van de lijnfilm van deze lijn is rood met als tekstkleur wit: . De komende lijn T12 krijgt een witte tekst op een donkerrode achtergrond: T12

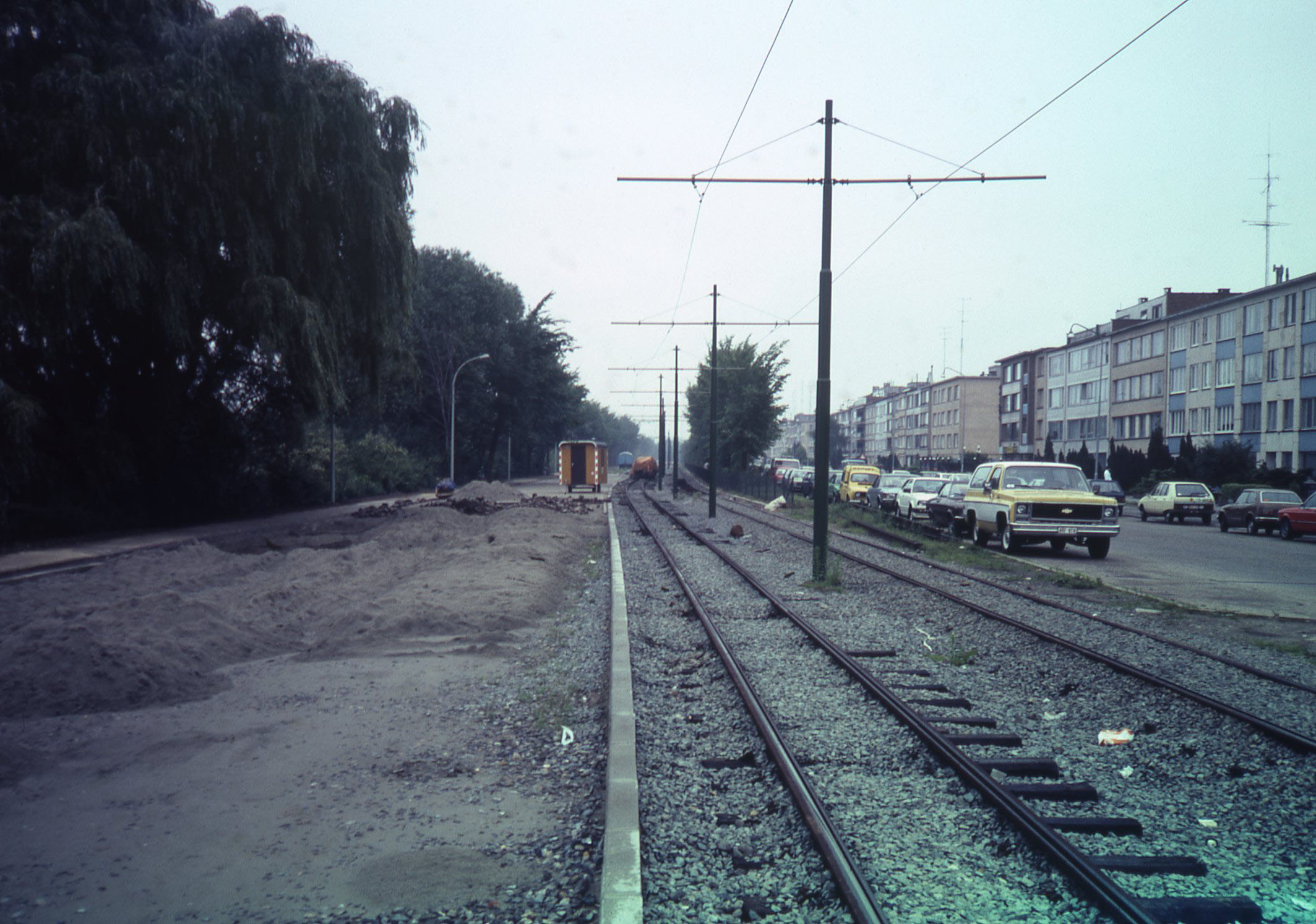
De verlenging langs de Ter Heydelaan in Deurne in 1982.
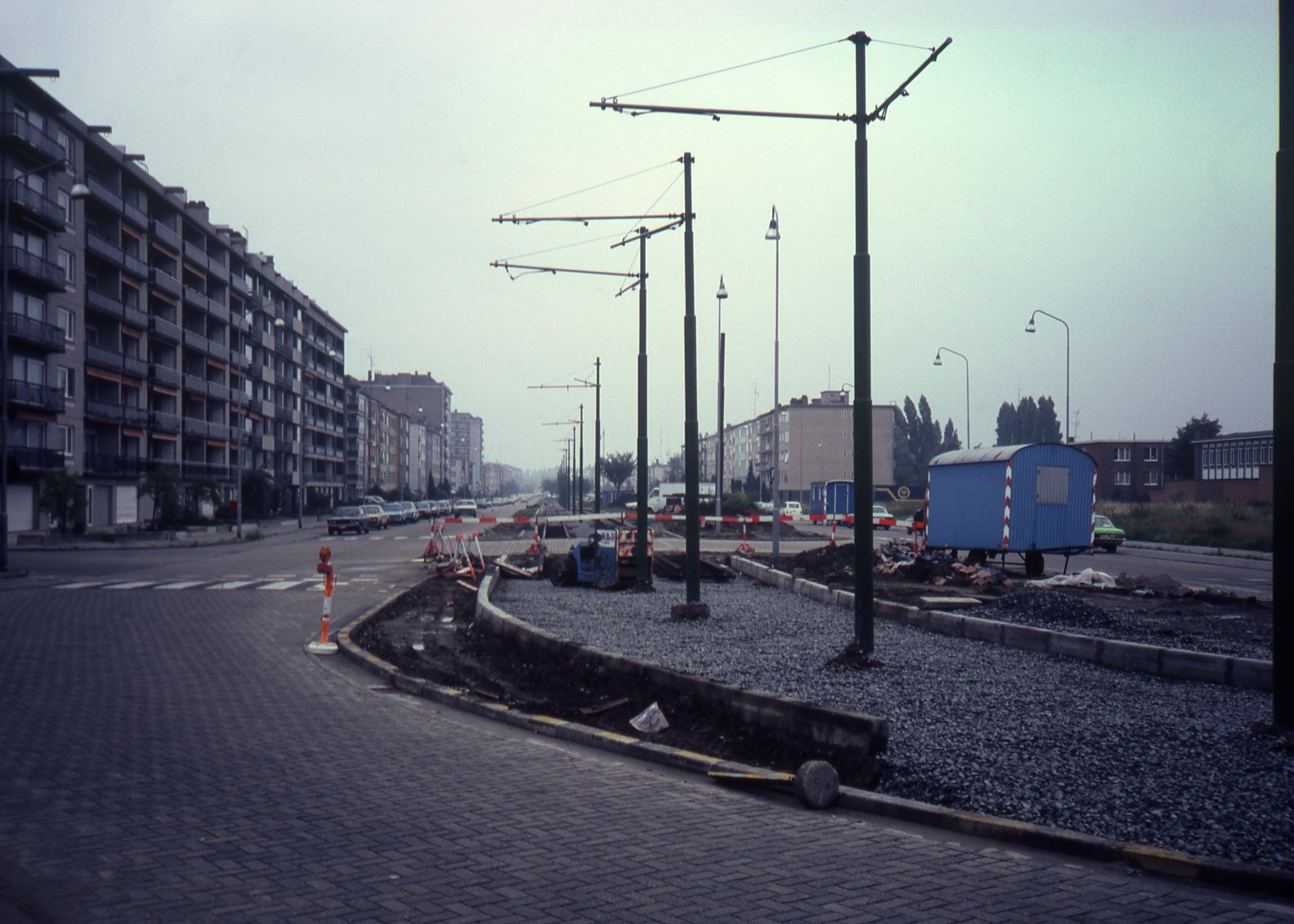
Verlenging in 1982.
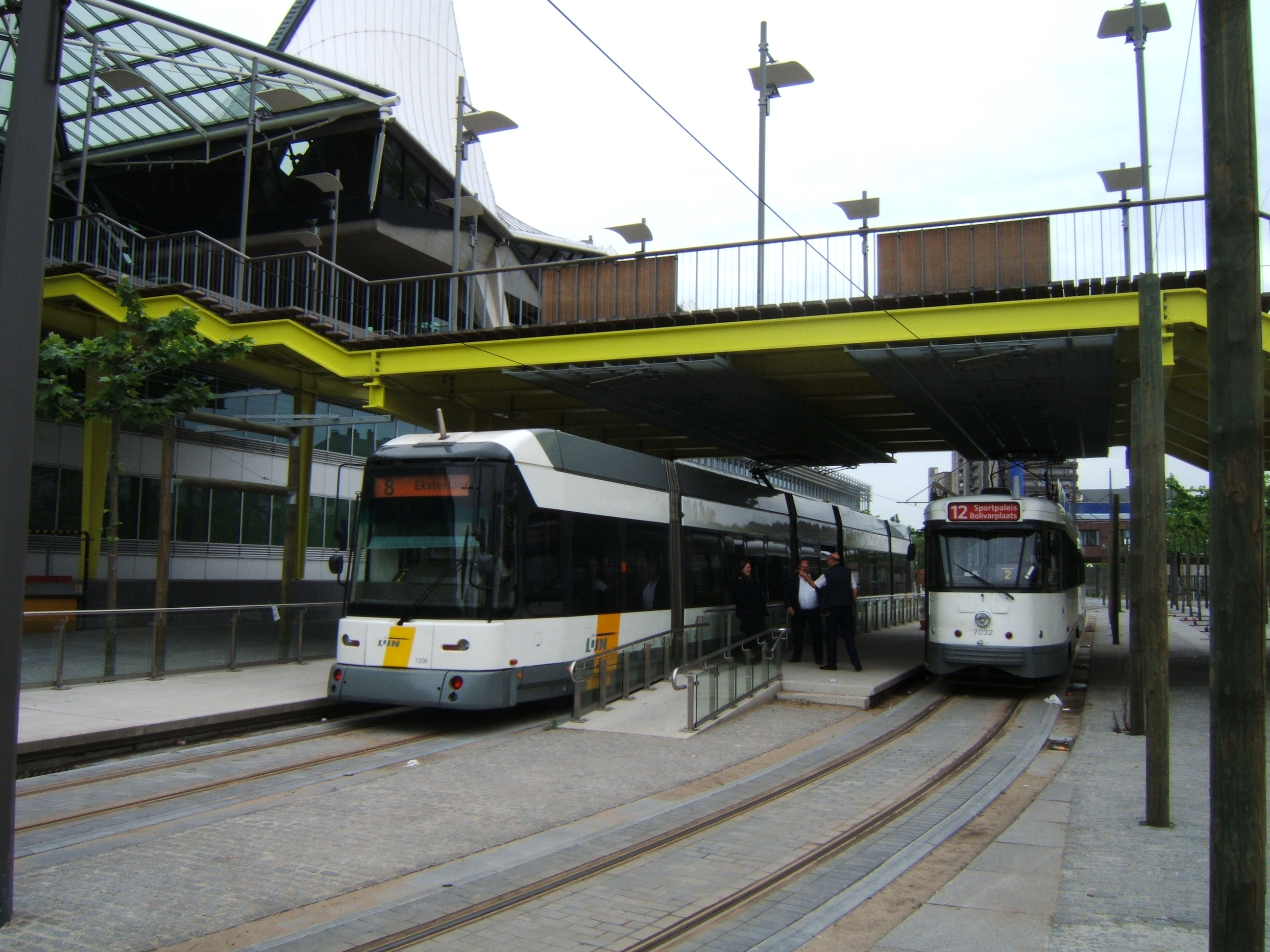
De keerlus van tramlijn 12 bij Bolivarplaats en doorrijdende tramlijn 8 in 2007.